# Lood(IV)oxide
Lood(IV)oxide is een oxide van lood, met als brutoformule PbO2. De stof komt voor als een zwart poeder, dat onoplosbaar is in water. Het komt van nature uit voor in het mineraal plattneriet.

## Synthese
Lood(IV)oxide wordt bereid uit een elektrolytische of een chemische oxidatie:
{\displaystyle {\ce {Pb^2+ + 2H2O -> PbO2 + 4H+ + 2e-}}}
{\displaystyle {\ce {Pb^2+ + 2H2O.Cl2 -> PbO2 + 4H+ + 2Cl-}}}

## Toepassingen
Lood(IV)oxide wordt gebruikt in loodaccu's, waarin het, net als zuiver lood, de rol van elektrode op zich neemt. Deze bevinden zich in een elektrolyt van ongeveer 37 massaprocent zwavelzuur. De redoxreactie ontwikkelt zich als volgt:
{\displaystyle {\ce {Pb + PbO2 + 2 H2SO4 -> 2 PbSO4 + 2 H2O}}}
De bijbehorende E°-waarde bedraagt +2,05 V. In de loodaccu van de meeste auto's zijn zes van dergelijke cellen aan elkaar gekoppeld tot een accu van nominaal 12 V.
Daarnaast wordt het nog gebruikt bij de productie van kleurstoffen, allerhande chemische verbindingen en als schuurmiddel in het strijkvlak van een luciferdoosje. Het is tevens een pyrotechnische stof.

## Toxicologie en veiligheid
De stof ontleedt bij verhitting tot 290 °C, met vorming van zuurstof en giftige dampen. Lood(IV)oxide reageert hevig met brandbare stoffen, organische verbindingen, zwavel, waterstofperoxide en fosfor, waardoor kans op brand ontstaat.
De stof kan effecten hebben op het bloed, het beenmerg, het centraal zenuwstelsel, het perifeer zenuwstelsel en de nieren, met als gevolgen bloedarmoede, hersenaandoeningen (waaronder stuiptrekkingen), perifere zenuwziektes, buikkrampen en nierbeschadiging. Lood(IV)oxide is schadelijk voor de voortplanting of de ontwikkeling bij de mens.